# 不可能謎題列表
以下是一些已證明不可能找到答案的智力遊戲列表：
- 15數字推盤遊戲中，有一些啟始位置是無解的。
- 五房間謎題（英语：Five room puzzle）
- MU謎題（英语：MU puzzle）
- 肢解西洋棋盘问题
- 只用三色將佩特森圖的邊著色，而且相鄰邊的顏色不能重覆
- 柯尼斯堡七桥问题
- 三個杯子問題
- 三間小屋問題